# Videogiochi di South Park
La lista completa dei videogiochi della serie televisiva South Park.

## Videogiochi
| Titolo                                  | Pubblicazione    | Console |
| --------------------------------------- | ---------------- | --- |
| South Park                              | 21 Decembre 1998 | Nintendo-64 Microsoft Windows PlayStation                                                                    |
| South Park: Chef's Luv Shack            | 12 Ottobre 1999  | Nintendo-64 Microsoft Windows PlayStation,Dreamcast                                                          |
| South Park Rally                        | 5 Gennaio 2000   | Nintendo-64 Microsoft Windows PlayStation,Dreamcast                                                          |
| South Park Let's Go Tower Defense Play! | 7 Ottobre 2009   | Xbox Live |
| South Park: Tenorman's Revenge          | 30 Marzo 2012    | Xbox Live |
| South Park: Il bastone della verità     | 4 Marzo 2014     | Microsoft Windows, PlayStation 3, Xbox 360 Dal 2018 anche su Nintendo Switch, PlayStation 4, Xbox One        |
| South Park: Pin Ball                    | 2014             | Android, iOS, Microsoft Windows , PlayStation 3, PlayStation 4 , PlayStation Vita, Wii U, Xbox 360, Xbox One |
| South Park: Scontri Di-retti            | 17 Ottobre 2017  | Microsoft Windows, PlayStation 4, Xbox One                                                                   |
| South Park: Phone Destroyer             | 9 Novembre 2017  | iOS,Android                                                                                                  |
| South Park: Snow Day!                   | 26 Marzo 2024    | Microsoft Windows, Nintendo Switch, PlayStation 5, Xbox Series X/S                                           |